# Beväpna dig med vingar
Beväpna dig med vingar er Joakim Thåströms syvende soloalbum, udgivet den 15. februar 2012 af Razzia/Sony.
Albummets titel og titelnummeret "Beväpna dig med vingar" er en reference til Michael Strunges digtsamling (og gravindskrift) Væbnet med vinger. 
Albummet blev udgivet på CD og på vinyl og nåede nr. 1 på den svenske albumhitliste. 

## Trackliste
1. "Beväpna dig med vingar" - 5:17
2. "Låt dom regna" - 5:02
3. "Smaken av dig" - 3:54
4. "Samarkanda" - 4:39
5. "St Ana katedral" - 5:10
6. "Dansbandssångaren" - 5:28
7. "Nere på Maskinisten" - 3:47
8. "Brunkebergstorg" - 3:57
9. "Sluta när jag vill"- 3:47

Alle tekster og musik er skrevet af Joakim Thåström. På spor 1,3,4,7 og 9 har Per Hägglund været medkomponist på musikken. 

## Medvirkende musikere
- Joakim Thåström - Sang, synth, skrot m.m.
- Ulf Ivarsson - El-bas, synth, programmering, kor m.m.
- Niklas Hellberg - Piano
- Pelle Ossler - Guitar, kor & fodtramp
- Mikael Nilzén - Synth
- Conny Nimmersjö - Guitar, kor & fodtramp
- Anders Hernestam - Trommer
- Raymond King - Strygere
- Ola Gustavsson - Akustisk guitar
- Idde Schultz - Kor & stemme
- Amanda Ooms - Stemme på "Brunkebergstorg"
- Per Hägglund - Trommesynth på "Sluta när jag vill"

## Modtagelse
Albummet modtog ved udgivelsen generelt posivite anmeldelser i Sverige. Det svenske internetsite kritiker.se scorede albummet til 4,0 ud af 5 baseret på 29 svenske anmeldelser, der spændte fra topkarakterer i bl.a. Aftonbladet til mere forbeholden kritik i eksempelvis den svenske gratisavis Metro. I Danmark gav Gaffa fem ud af seks stjerner
Albummet blev en kommerciel succes og blev nr. 1 i Sverige og nr. 4 i Norge. I Danmark opnåede albummet en plads som nr. 33 på albumsalgslisterne. 

## Hitlisteplaceringer
| Liste (2012) | Topplacering |
| ------------ | ------------ |
| Danmark      | 33           |
| Norge        | 4            |
| Sverige      | 1            |